# Don’t Play That Song Again
Don’t Play That Song Again (pol. Nie graj tej piosenki jeszcze raz) – singiel brytyjskiej piosenkarki Nicki French napisany przez Johna Springate’a i Gary’ego Shepharda, wydany w 2000 roku oraz umieszczony na trzeciej płycie studyjnej artystki zatytułowanej One Step Further z 2014 roku.
W 2000 roku utwór reprezentował Wielką Brytanię w 45. Konkursie Piosenki Eurowizji dzięki wygraniu w lutym finał krajowych eliminacji eurowizyjnych Song for Europe 2000 po zdobyciu największego poparcia telewidzów (47 355 głosów). 13 maja French zaprezentowała numer w finale widowiska i zajęła z nim ostatecznie 16. miejsce z 28 punktami na koncie.

## Lista utworów
CD Maxi-single
1. „Don’t Play That Song Again” (Radio Mix)
2. „Don’t Play That Song Again” (Club Mix)
3. „Don’t Play That Song Again” (Slow Groove Mix)

## Notowania na listach przebojów
| Kraj            | Lista (2000)    | Najwyższe miejsce |
| --------------- | --------------- | ----------------- |
| Wielka Brytania | Singles Top 100 | 34                |